# Uroppia kenyaensis
Uroppia kenyaensis är en kvalsterart som beskrevs av Sandór Mahunka 1986. Uroppia kenyaensis ingår i släktet Uroppia och familjen Oppiidae. Inga underarter finns listade i Catalogue of Life.